# Paulistas
Paulistas är en kommun i Brasilien.   Den ligger i delstaten Minas Gerais, i den sydöstra delen av landet, 600 km sydost om huvudstaden Brasília. Antalet invånare är 4 918. Arean är 220 kvadratkilometer.
Terrängen i Paulistas är kuperad åt nordväst, men åt sydost är den platt.
Omgivningarna runt Paulistas är huvudsakligen savann. Runt Paulistas är det ganska glesbefolkat, med 21 invånare per kvadratkilometer.